# 小眼細棘鰕虎魚
小眼細棘鰕虎魚（学名：Acentrogobius microps）为鰕虎魚科細棘鰕虎魚屬的鱼类。在中国，分布于东海等海域。该物种的模式产地在浙江坎门。

## 扩展阅读
維基物種上的相關：小眼細棘鰕虎魚